# 约翰·阿恩特
约翰·阿恩特（Johann Arndt；1555年—1621年），或譯約翰·亞仁特，文艺复兴时期德國神学家。他是活躍于16世纪后期至17世纪初叶的信義宗神秘主义者，多年致力于强调真正的信徒与信仰之间保持协调一致性。他被視為虔敬主義的先行者。

## 生平
亞仁特出生於安哈爾特公國的一個小鎮巴倫施塔特(Ballenstädt) （页面存档备份，存于），他因父親雅各布·亞仁特（Rev. Jacob Arndt）是福音派路德教會的牧師，非常重視宗教的教育，早年的亞仁特就非常喜歡路德的著作。1577 年協和信條成立不久後，他作為學生前往哈勒-威登堡大學 （页面存档备份，存于），該學院秉持著嚴格的路德教教義，不傾向其他教義體系。在那裏他遇見對路德教有很大貢獻的波利卡普·萊瑟（Polycarp Leyser） （页面存档备份，存于），他與這位亦師亦友一起同盟，合力研究路德教的正統，波利卡普·萊瑟教授也因其對真正的路德教信仰的奉獻而聞名。1579 年，亞仁特前往巴塞爾，在蘇爾塞（Simon Sulzer） （页面存档备份，存于）的影響下，路德教信仰獲得了影響力和權威。在這座城市，他臨時擔任一位年輕的波蘭貴族的家庭教師；在這整個時期，亞仁特專注於醫學研究，與他嚴格的神學研究有關。後來他生了一場重病，如果沒有重病介入，他有可能最終選擇醫生作為他一生的事業。康復後，他知道到是上帝的拯救，並從此將自己完全獻身於教會服務。1581 年或 1582 年，他回到家鄉，成為了安哈爾特公國一個村莊巴德博恩(Badeborn) （页面存档备份，存于）的牧師。也正是在這裡，他於 1583 年 10 月 31 日與著名法學家的女兒安娜·瓦格納 (Anna Wagner) 結婚。
在亞仁特牧會的時期，他遇到了一件棘手且困難的事情。路德教會的牧師在執行洗禮儀式時遵循規定“驅魔”的禮儀形式，而在宗教改革時期，慈運理和加爾文拒絕了驅魔的整個形式。隨著改革宗的興起，當時在位的約翰·喬治公爵，經過各種內心的鬥爭，放棄了路德教信仰，公開接受了改革宗信仰，公爵發布了一項強制性命令，在任何嬰兒的洗禮時，他的領地都不應再使用驅魔儀式。亞仁特仍然堅持著“驅魔”的禮儀形式，並不是因為他單想要守形式，他說：「路德認為這種形式是對原罪教義的聲明或明確承認，以及對撒旦的棄絕。儘管如此，路德教會本身從未認識到這種古老形式的必要性，其懺悔書也從未提及它，如果省略它應該被理解為否認聖經關於人性敗壞（原罪）的教義，在這種情況下，保留儀式就成了原則問題。」他堅決而積極地拒絕服從公爵的命令。他在包含他拒絕服從的理由並提交給民政當局的書面陳述中說，他的良心不允許他遵守世俗權威的這種要求。他說：「正統教父們，在十三世紀，將“驅魔”與洗禮聯繫起來，根據聖經的思想和真實意義來理解它——因此，它絕不是“不敬虔的儀式”」。因此他的牧師職位被廢黜，並被驅逐出公爵的領地。
當時無家可歸的他獲得了兩個重要職位，一個在曼斯費爾德（Mansfeld）；另一個在奎德林堡（Quedlinburg)，一個堅信路德教信仰的城市。亞仁特決定將這裡作為自己的家，並在七年的時間裡作為聖尼古拉斯教堂的牧師在這里工作並取得了巨大的成功。然而，他在這次新任中也飽受煎熬，他那神聖的熱心和虔誠的精神，在被聰明開明的信徒充分欣賞的同時，卻被別人誤解甚至憎恨，以至於他渴望被轉移到另一個領域。他最終被允許離開，並被轉移到位於不倫瑞克公爵領地的不倫瑞克市。在這裡他出版他的第一本書《真正的基督教》（True Christianity）。